# 神明神社 (鎌倉市台)

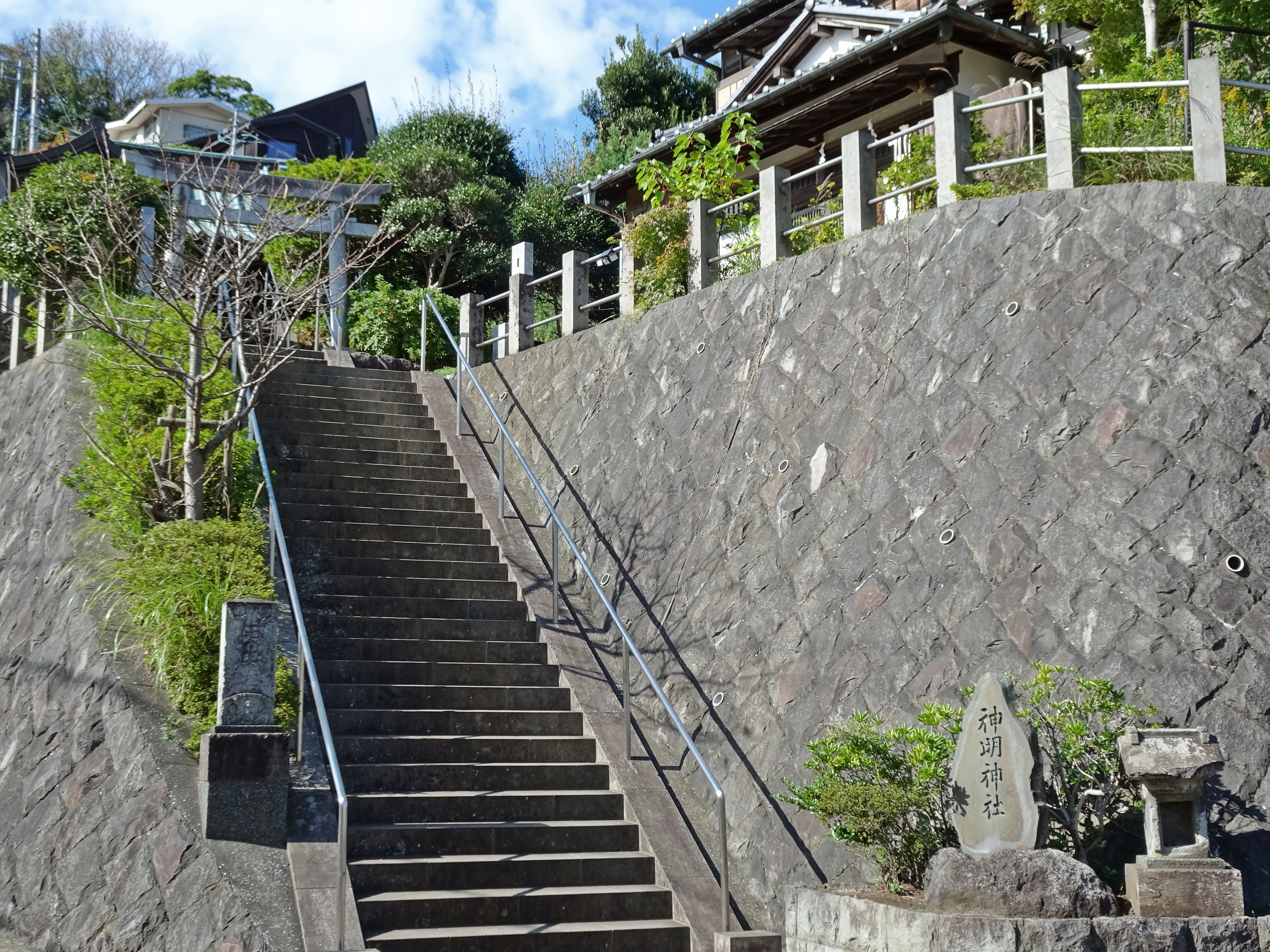
神明神社の鳥居と参道

神明神社（しんめいじんじゃ）は、神奈川県鎌倉市の神社。
現在は同市内の稲荷神社の兼務社となっている。

## 歴史
元亀年間（1570年 - 1573年）に創建された。当時、疫病が流行しており、疫病退散を祈願するために天照大神を勧請したという。
1920年（大正9年）、近くの「淡島社」「第六天社」「諏訪神社」を合祀した。
現在の本殿は1654年（承応3年）に建てられ、1854年（安政元年）に改修されたものである。

## 交通アクセス
- JR北鎌倉駅より徒歩14分。